# Церастодерма
Церастодерма (Cerastoderma) — рід двостулкових молюсків родини серцевидкових (Cardiidae). Серед найпоширеніших є C. edule і C. glaucum.

## Види
Містить такі види:
- Cerastoderma edule (Linnaeus, 1758) — Серцевидка їстівна
- Cerastoderma elegantulum(інші мови) (Beck, 1842)
- Cerastoderma glaucum (Poiret, 1789)  — Серцевидка зелена

(= Cerastoderma lamarcki [Reeve, 1845])
Вимерлі види:
- Cerastoderma latisulcum
- Cerastoderma vindobonensis